# フェイエノールト
フェイエノールト（Feyenoord, オランダ語発音: [ˈfɛi̯ənoːrt]）、正式名称フェイエノールト・ロッテルダム（Feyenoord Rotterdam）は、1908年創設のオランダ・南ホラント州・ロッテルダムに本拠地を置くサッカークラブ。エールディヴィジに所属。ホームスタジアムのスタディオン・フェイエノールトはデ・カイプと呼ばれ、スタディオンクラブとして全国的人気を集めている（2016年にオランダのHendrik Beerda Brand Consultancyの2年間の市場調査で「オランダで最も人気あるスポーツチーム」とランク付けされるなど、サポーター以外からも多くのファンを持つ）。伝統的に赤と白のユニフォームを着用し、オランダの伝統的トップ3の一つ。アヤックスとの対戦はデ・クラシケルと呼ばれる。
これまでのタイトルはエールディヴィジでの優勝11回、KNVBベーカー14回、UEFAチャンピオンズカップ（現：UEFAチャンピオンズリーグ）1回、UEFAカップ2回、インターコンチネンタルカップ1回。オランダでは国際舞台で大きなタイトルを獲得した初めてのクラブであり、デ・カイプと共にオランダのフットボール史において重要な役割を果たしてきた。

## 歴史

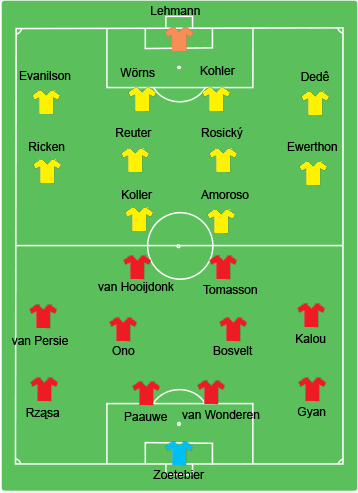
UEFAカップ2001-02決勝、ボルシア・ドルトムント戦のスターティングメンバー

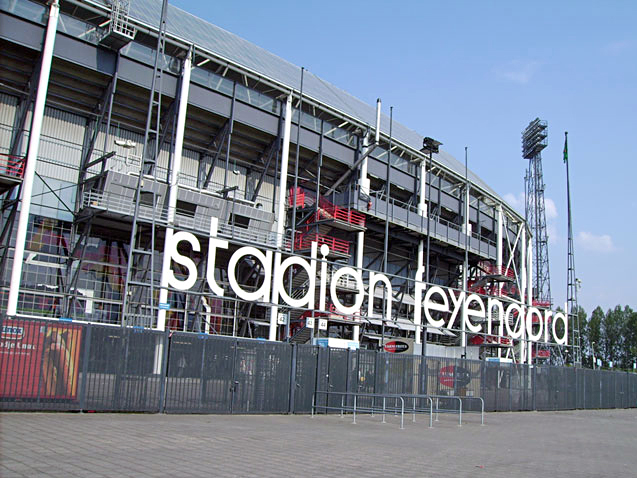
スタディオン・フェイエノールト

### 創設
フェイエノールトの歴史は1908年7月19日、カフェ"the Association"でJac. KeizerによってWilhelminaとして創設されたことに遡る。1909年に名前をHFC (Hillesluise Footbal Club) に改名、ロッテルダムのフットボール連盟に加わったが、ハールレムにすでに同名クラブであるHFC (現：コーニンクレッカHFC) が存在していたため、RVV Celeritasと改名。1912年に現在のKNVBの前身であるオランダ・フットボール連盟 (NVB) に加盟したが、やはり同名のクラブ (HSV Celeritas) が存在していたため、フェイエノールト (Feijenoord) を名乗ることになり、同時に赤白のシャツと黒パンツ、黒ソックスのスタイルに変更された。

### 最初の成功
創設から16年、トップリーグに昇格して3年後の1924年にフェイエノールトは初めてオランダ・リーグを制した。後に数多くリーグ戦を制するフェイエノールトだが、この最初の優勝は「『労働者たち』が『紳士たち』を打ち負かした」というオランダ・フットボールの歴史の転換点となったため、今もなお多くのフェイエノールトサポーターにとって最も美しい優勝と見なされている。1930年には初めてKNVBベーカーで優勝。30年代と40年代にランズカンピューン (Eerste Klasse West Ⅱ) 7回、KNVBベーカー (オランダのカップ戦) 獲得5回とクラブの成功の歴史の土台を築いた。1965年にはクラブ史上初めてのダブル (リーグ戦とカップ戦の同時優勝) も果たしている。

### 黄金期
フェイエノールトの黄金期は1970年代に始まる。エルンスト・ハッペルに率いられクーン・ムーライン、オヴェ・シンドヴァルなどの活躍で1970年にオランダのクラブとして初めてUEFAチャンピオンズカップを制し、数ヶ月後にはエストゥディアンテス・デ・ラ・プラタを破ってインターコンチネンタルカップまでも獲得した。1974年にもウィール・クーバーの下でオランダのクラブとして初めてUEFAカップも制している。
1984年はフェイエノールトにとって最高の1年だった。ピーター・ハウトマン、ヨハン・クライフ、ルート・フリットらを擁したチームはリーグ戦とベーカー戦のダブルを達成。90年代にもフェイエノールトはリーグ戦を2回、スーパーカップ2回、KNVBカップを2回獲得している。クラブは1978年にアマチュア部門のSCフェイエノールトとプロ部門のフェイエノールト・ロッテルダムに分断。2010年にアマチュア部門とプロ部門が再び統合されるまで、この状態が続いていた。

### 新たな至福の時
2002年5月8日、ベルト・ファン・マルワイクに率いられたフェイエノールトは小野伸二やピエール・ファン・ホーイドンクらの活躍によってドイツ王者ボルシア・ドルトムントを自身のホームであるスタディオン・フェイエノールトにおいて破り、28年ぶりにクラブ史上2回目のUEFAカップを獲得した。ロッテルダムの名士であるピム・フォルタイン (Pim Fortuyn) が亡くなってわずか2日後だったことで、自分たちのホームでの欧州制覇はロッテルダムの人々にとって大きな意味のあることだった。フェイエノールトは2008年にも同監督のもとでKNVBベーカーを制している。

### UEFAカップからの追放
2006年11月30日のUEFAカップのグループステージ ASナンシー戦の前後において、約3,000名のフェイエノールト・サポーターが現地警察と衝突。警察がナンシー市内のオランダ人に対して何の区別もせずに対応したために状況をコントロールできず、無関係のフェイエノールト・サポーターも多く拘束される事態となった。
フェイエノールトのフロントからフリーチケットを販売する事への警告があったにも関わらず、ASナンシー側がしかるべき対処をとらなかったことでチケットを持たない多くのサポーターも遠征、排除すべき一部のサポーターもその中に含まれていた。スタジアムのアウエーボックスにいる全フェイエノールト・サポーターも警察によって追い出され、その際催涙ガスが使用されたことで試合は一時中断。最終的に試合はナンシーの3-0勝利で終わった。
他の試合の結果によってグループステージを突破したフェイエノールトだったが、1月19日にUEFAは警察の大いに疑問の残る対応があったにも関わらずフェイエノールトの同シーズンのUEFAカップからの追放を通達、同時に100.000スイスフラン (61.810ユーロ) の罰金を科した。

### 財政危機と低迷
2006-07シーズンのリーグ戦を7位で終えて欧州戦プレイオフも敗退したフェイエノールトは、2007年夏にテクニカル・ディレクターのピーター・ボスのもと大補強を敢行。ロイ・マカーイ、ジョバンニ・ファン・ブロンクホルスト、ケヴィン・ホフラント、ティム・デ・クレル、マイケル・モルス、デニー・ランツァートといった実力者と契約を結び、新監督に2002年にUEFAカップを制したベルト・ファン・マルワイクを迎えた。しかしシーズン前半こそリーグ優勝を狙える位置に付けていたが、後半戦は下降線を辿り、KNVBカップで久々のタイトルを獲得したもののリーグ戦6位。またしてもCL出場権を逃したことで、高額なベテランの大量補強は大きな負債となってクラブにのしかかった。
ファン・マルワイクのオランダ代表監督就任によって2008-09シーズンはヘルトヤン・フェルベークを監督に迎えるも、前半戦終えて12位と大きく低迷。年明け初戦を待たずにベテラン選手との対立からフェルベークがクラブを去る事になり、このシーズンもリーグ戦7位で欧州戦プレイオフで敗退。大きな危機を迎えた中、2009-10シーズンにクラブは再建の最後の希望として新テクニカル・ディレクターにレオ・ベーンハッカー、新監督にマリオ・ベーンというクラブ生え抜きのOBを起用。財政難でほとんど補強を行えない中、ベーンはコンディションの整わないベテラン陣を迷うことなくベンチに置き、積極的な若手登用で4位と久々の好成績を残す。
しかし翌2010-11シーズンを前にKNVBからカテゴリー1転落が伝えられ、財政運営で協会の監視下に置かれ、補強費捻出はほぼ不可能に。3年以内にカテゴリー1を脱出できなければライセンスを失う危機を迎えた。ピッチ上でもファン・ブロンクホルストが引退し、ヨン・ダール・トマソンがFIFAワールドカップでの負傷で全くプレーできなかったことでリーダーを失ったチームは大きく迷走。10月24日にPSVとのアウエーゲームで10-0という歴史的惨敗を喫した4日後の10月28日、ピム・ブロクラントに率いられた投資グループ フリーンデン・ファン・フェイエノールトがフェイエノールトの株式49％を1.700万ユーロで買い取り、その後合計3,000万ユーロをクラブに補填した。このやり取りによって投資グループは2011年2月にフェイエノールトの取締役会に二つの席を取得、フェイエノールトの負債は1.600万ユーロまで減った。
ピッチ上では結局15試合を終えて一時16位に落ちるなどクラブ史上に残る最悪のシーズンを経験。12月と1月にはクラブの顔であるフレッド・ブランクマイヤー、クーン・ムーラインがたて続けに亡くなるなど、クラブに関わる全ての人々にとって悲しい1年だった。補強費の無い中でベーンハッカーがレンタルで連れてきた選手たちはほとんど役に立たず、ベーンハッカーは一方的な契約打ち切り通告を受けたことでシーズン途中でクラブを去り、ベーンもまた新シーズンのスタートを直前にして選手たちの不信任投票の結果を受け、クラブ再建の志半ばで同じくクラブを去った。

### 復活
2011-12シーズン直前、新テクニカル・ディレクターに就任していたマルティン・ファン・ヘールはベーンの辞任（形式的には解任）を受けて、新監督にロナルド・クーマンを招聘。夏の移籍市場ではジョルジニオ・ワイナルドゥムとリロイ・フェルを失ったが、移籍金の出せない状況でジョン・グイデッティとオトマン・バッカルをレンタルで獲得し、失敗続きだった補強策が久々に成功。さらにフェイエノールト加入後結果が残せていなかったカリム・エル・アマーディとルーベン・スハーケンもクーマンのもとで信頼を得てリーグ・トップクラスのパフォーマンスを発揮し、ヨルディ・クラーシやブルーノ・マルティンス・インディらユース出身のタレントがブレイク。そして最も大きかったのがディルク・カイトが去って以来不在だったストライカーのポジションでグイデッティがデ・カイプでの3試合連続ハットトリックなど23試合で20ゴールを記録、クラブ復活の象徴としてメンタル面でもチームを引っ張る存在感を見せたことである。特に1月29日のデ・カイプでのデ・クラシケルはこのエースのハットトリックなどで4-2と2006年以来の勝利。全てが噛み合って勢いに乗ったチームは2002年以来の2位でシーズンを終えた。財政面でも、投資家 ピム・ブロクラント率いる支援グループフリーンデン・ファン・フェイエノールトの資金補填と各企業とサポーターも巻き込んだ寄付活動、そして移籍市場での大きな移籍金獲得もあり、負債を大幅に縮小することに成功。オランダサッカー協会 (KNVB) の定めるカテゴリー1を脱出した。グイデッティを失ったフェイエノールトはイタリアで出番の無かったグラツィアーノ・ペッレを幸運な形で代役として得たことで2012-13シーズンも3位と上位を争い、クーマンのもとでの最後のシーズンとなった2013-14シーズンはタイトル獲得のチャンスこそつかめなかったが、それでも依然他のトップクラブに財政面で劣る状況で再び2位と失われた誇りを取り戻し、スポーツ面での復権を果たした。2014年4月にはKNVBの定めるカテゴリー3へ昇格。

### 新たなスタート
2014-15シーズンからはサイクルを終えたロナルド・クーマンに代わり、フレット・ルッテンが監督に就任。7年ぶりにUEFAヨーロッパリーグの予選を突破してグループステージに進出し、11月27日にセビージャFCを2-0で破るなどホームで3勝をあげて10年ぶりの冬越えも達成した。グラツィアーノ・ペッレの移籍でチャンスを決めることに苦労するも、11月には公式戦5試合で無失点など守備面の改善が顕著で、スフェン・ファン・ベーク、テレンス・コンゴロの若いCBデュオに新加入GKケネト・フェルメールの守備ブロックは"ロッテルダム・ザイトの壁"と名付けられた。しかしシーズン後半戦は大きく失速し、PSVとのホームゲーム (2-1) 、AZとのアウエーゲーム (1-4) にアナス・アチャバールらの活躍で連勝した後の残り5試合で2分け3敗と、目前だった3位を逃してルッテンを解任、来シーズンから監督就任が決まっていたジョヴァンニ・ファン・ブロンクホルストが前倒しで監督に就任して欧州戦を賭けたPOへ進んだが、第1ラウンドでSCヘーレンフェーンの前に敗退と失望のシーズンに。しかし財政面では売上高 (6100万ユーロ超) と収支 (+1360万ユーロ) で共にクラブ史上最高額を記録。移籍市場での大きな収入と欧州戦での成功、adidasとの衣類スポンサー契約で大きく成功した。
2015-16シーズンは夏の移籍市場で久しぶりに積極的な補強を行ったものの目に見える大きな成果は得られず、ウィンターストップ明けのリーグ戦7連敗などでまたしてもカンピューンスハップを終盤まで争う目標は果たせずに終わった。しかし、カップ戦では第3ラウンドにアヤックスをデ・カイプで延長の末に破るなど、全6ラウンドでエールディヴィジのクラブに勝利する大会初記録を樹立。2016年4月24日にデ・カイプにおいてFCユトレヒトを2-1で下してクラブ史上12回目のKNVBカップを優勝し、8年ぶりのタイトルとなった。
その後、UEFAヨーロッパカンファレンスリーグで決勝に進出するが、ASローマに1-0と惜敗し、優勝を逃した。

## タイトル

### 国内タイトル
- エールディヴィジ : 11回
  - 1960-61, 1961-62, 1964-65, 1968-69, 1970-71, 1973-74, 1983-84, 1992-93, 1998-99, 2016-17, 2022-23

- KNVBカップ : 14回
  - 1929-30, 1934-35, 1964-65, 1968-69, 1979-80, 1983-84, 1990-91, 1991-92, 1993-94, 1994-95, 2007-08, 2015-16, 2017-18, 2023-24

- ヨハン・クライフ・スハール : 5回
  - 1991, 1999, 2017, 2018, 2024

### 国際タイトル
- インターコンチネンタルカップ : 1回
  - 1970

- UEFAチャンピオンズリーグ : 1回 
  - 1969-70

- UEFAヨーロッパリーグ : 2回
  - 1973-74, 2001-02

## 過去の成績
| シーズン | ディビジョン     | ディビジョン | ディビジョン | ディビジョン | ディビジョン | ディビジョン | ディビジョン | ディビジョン | ディビジョン | KNVBカップ   | 欧州カップ            | 欧州カップ            |
| シーズン | リーグ           | 試           | 勝           | 分           | 敗           | 得           | 失           | 点           | 順位         | KNVBカップ   | 欧州カップ            | 欧州カップ            |
| -------- | ---------------- | ------------ | ------------ | ------------ | ------------ | ------------ | ------------ | ------------ | ------------ | ------------ | --------------------- | --------------------- |
| 1956-57  | エールディヴィジ | 34           | 15           | 9            | 10           | 79           | 58           | 39           | 6位          | 準優勝       |                       |                       |
| 1957-58  | エールディヴィジ | 34           | 13           | 6            | 15           | 74           | 76           | 32           | 11位         | 準決勝敗退   |                       |                       |
| 1958-59  | エールディヴィジ | 34           | 17           | 7            | 10           | 84           | 54           | 41           | 5位          |              |                       |                       |
| 1959-60  | エールディヴィジ | 34           | 20           | 10           | 4            | 94           | 32           | 50           | 2位          |              |                       |                       |
| 1960-61  | エールディヴィジ | 34           | 24           | 5            | 5            | 100          | 40           | 33           | 1位          | 1回戦敗退    |                       |                       |
| 1961-62  | エールディヴィジ | 34           | 20           | 10           | 4            | 88           | 35           | 38           | 1位          | 3回戦敗退    | EC 1961-62            | 1回戦敗退             |
| 1962-63  | エールディヴィジ | 30           | 14           | 9            | 7            | 58           | 40           | 37           | 6位          | ベスト16     | EC 1962-63            | ベスト4               |
| 1963-64  | エールディヴィジ | 30           | 16           | 5            | 9            | 77           | 33           | 37           | 4位          | 準々決勝敗退 |                       |                       |
| 1964-65  | エールディヴィジ | 30           | 21           | 3            | 6            | 77           | 30           | 45           | 1位          | 優勝         |                       |                       |
| 1965-66  | エールディヴィジ | 30           | 21           | 3            | 6            | 65           | 30           | 45           | 2位          | ベスト16     | EC 1965-66            | 予備戦敗退            |
| 1966-67  | エールディヴィジ | 34           | 21           | 9            | 4            | 81           | 33           | 51           | 2位          | 1回戦敗退    |                       |                       |
| 1967-68  | エールディヴィジ | 34           | 25           | 5            | 4            | 84           | 21           | 55           | 2位          | GS敗退       |                       |                       |
| 1968-69  | エールディヴィジ | 34           | 26           | 5            | 3            | 73           | 21           | 55           | 1位          | 優勝         |                       |                       |
| 1969-70  | エールディヴィジ | 34           | 22           | 11           | 1            | 81           | 22           | 55           | 2位          | 2回戦敗退    | EC 1969-70            | 優勝                  |
| 1970-71  | エールディヴィジ | 34           | 26           | 5            | 3            | 82           | 25           | 57           | 1位          | 準々決勝敗退 | EC 1970-71            | 1回戦敗退             |
| 1971-72  | エールディヴィジ | 34           | 26           | 3            | 5            | 73           | 24           | 55           | 2位          | ベスト16     | EC 1971-72            | ベスト8               |
| 1972-73  | エールディヴィジ | 34           | 27           | 4            | 3            | 89           | 28           | 58           | 2位          | 準々決勝敗退 | UC 1972-73            | 2回戦敗退             |
| 1973-74  | エールディヴィジ | 34           | 25           | 6            | 3            | 96           | 28           | 56           | 1位          | 準々決勝敗退 | UC 1973-74            | 優勝                  |
| 1974-75  | エールディヴィジ | 34           | 23           | 7            | 4            | 94           | 29           | 53           | 2位          | ベスト16     | EC 1974-75            | 2回戦敗退             |
| 1975-76  | エールディヴィジ | 34           | 23           | 6            | 5            | 88           | 40           | 52           | 2位          | 準々決勝敗退 | UC 1975-76            | 1回戦敗退             |
| 1976-77  | エールディヴィジ | 34           | 16           | 12           | 6            | 65           | 35           | 44           | 4位          | ベスト16     | UC 1976-77            | ベスト8               |
| 1977-78  | エールディヴィジ | 34           | 10           | 12           | 12           | 52           | 47           | 32           | 10位         | 3回戦敗退    |                       |                       |
| 1978-79  | エールディヴィジ | 34           | 19           | 13           | 2            | 62           | 19           | 51           | 2位          | 2回戦敗退    |                       |                       |
| 1979-80  | エールディヴィジ | 34           | 15           | 13           | 6            | 58           | 36           | 43           | 4位          | 優勝         | UC 1979-80            | 3回戦敗退             |
| 1980-81  | エールディヴィジ | 34           | 18           | 9            | 7            | 74           | 48           | 45           | 4位          | ベスト16     | CWC 1980-81           | ベスト4               |
| 1981-82  | エールディヴィジ | 34           | 13           | 12           | 9            | 61           | 59           | 38           | 6位          | ベスト16     | UC 1981-82            | 3回戦敗退             |
| 1982-83  | エールディヴィジ | 34           | 22           | 10           | 2            | 72           | 39           | 54           | 2位          | ベスト16     |                       |                       |
| 1983-84  | エールディヴィジ | 34           | 25           | 7            | 2            | 96           | 31           | 57           | 1位          | 優勝         | UC 1983-84            | 2回戦敗退             |
| 1984-85  | エールディヴィジ | 34           | 21           | 6            | 7            | 87           | 51           | 48           | 3位          | 2回戦敗退    | EC 1984-85            | 1回戦敗退             |
| 1985-86  | エールディヴィジ | 34           | 19           | 6            | 9            | 74           | 50           | 44           | 3位          | ベスト16     | UC 1985-86            | 1回戦敗退             |
| 1986-87  | エールディヴィジ | 34           | 15           | 12           | 7            | 73           | 43           | 42           | 3位          | ベスト16     | UC 1986-87            | 2回戦敗退             |
| 1987-88  | エールディヴィジ | 34           | 14           | 8            | 12           | 57           | 36           | 63           | 6位          | 準々決勝敗退 | UC 1987-88            | 3回戦敗退             |
| 1988-89  | エールディヴィジ | 34           | 15           | 10           | 9            | 66           | 52           | 40           | 4位          | 2回戦敗退    |                       |                       |
| 1989-90  | エールディヴィジ | 34           | 9            | 13           | 12           | 51           | 45           | 31           | 11位         | ベスト16     | UC 1989-90            | 1回戦敗退             |
| 1990-91  | エールディヴィジ | 34           | 8            | 16           | 10           | 39           | 40           | 32           | 8位          | 優勝         |                       |                       |
| 1991-92  | エールディヴィジ | 34           | 20           | 9            | 5            | 54           | 19           | 49           | 3位          | 優勝         | CWC 1991-92           | ベスト4               |
| 1992-93  | エールディヴィジ | 34           | 22           | 9            | 3            | 82           | 32           | 53           | 1位          | 準決勝敗退   | CWC 1992-93           | ベスト8               |
| 1993-94  | エールディヴィジ | 34           | 19           | 13           | 2            | 61           | 27           | 51           | 2位          | 優勝         | CL 1993-94            | 2回戦敗退             |
| 1994-95  | エールディヴィジ | 34           | 19           | 5            | 10           | 66           | 56           | 43           | 4位          | 優勝         | CWC 1994-95           | ベスト8               |
| 1995-96  | エールディヴィジ | 34           | 18           | 9            | 7            | 66           | 36           | 63           | 3位          | 準決勝敗退   | CWC 1995-96           | ベスト4               |
| 1996-97  | エールディヴィジ | 34           | 22           | 7            | 5            | 67           | 34           | 73           | 2位          | 準々決勝敗退 | UC 1996-97            | 3回戦敗退             |
| 1997-98  | エールディヴィジ | 34           | 18           | 7            | 9            | 62           | 40           | 61           | 4位          | 準々決勝敗退 | CL 1997-98            | GS敗退                |
| 1998-99  | エールディヴィジ | 34           | 25           | 5            | 4            | 76           | 38           | 80           | 1位          | 準決勝敗退   | UC 1998-99            | 1回戦敗退             |
| 1999-00  | エールディヴィジ | 34           | 18           | 10           | 6            | 66           | 42           | 64           | 3位          | ベスト16     | CL 1999-00            | 2次GS敗退             |
| 2000-01  | エールディヴィジ | 34           | 21           | 3            | 10           | 67           | 37           | 66           | 2位          | 準々決勝敗退 | CL 2000-01            | 予選3回戦敗退         |
| 2000-01  | エールディヴィジ | 34           | 21           | 3            | 10           | 67           | 37           | 66           | 2位          | 準々決勝敗退 | UC 2000-01            | 3回戦敗退             |
| 2001-02  | エールディヴィジ | 34           | 19           | 7            | 8            | 68           | 29           | 64           | 3位          | 準々決勝敗退 | CL 2001-02            | GS敗退                |
| 2001-02  | エールディヴィジ | 34           | 19           | 7            | 8            | 68           | 29           | 64           | 3位          | 準々決勝敗退 | UC 2001-02            | 優勝                  |
| 2002-03  | エールディヴィジ | 34           | 25           | 5            | 4            | 89           | 39           | 80           | 3位          | 準優勝       | CL 2002-03            | GS敗退                |
| 2003-04  | エールディヴィジ | 34           | 20           | 8            | 6            | 71           | 38           | 68           | 3位          | 準々決勝敗退 | UC 2003-04            | 2回戦敗退             |
| 2004-05  | エールディヴィジ | 34           | 19           | 5            | 10           | 90           | 51           | 62           | 4位          | 準決勝敗退   | UC 2004-05            | ベスト32              |
| 2005-06  | エールディヴィジ | 34           | 21           | 8            | 5            | 79           | 34           | 71           | 3位          | ベスト16     | UC 2005-06            | 1回戦敗退             |
| 2006-07  | エールディヴィジ | 34           | 15           | 8            | 11           | 56           | 66           | 53           | 7位          | 3回戦敗退    | UC 2007-08            | ベスト32              |
| 2007-08  | エールディヴィジ | 34           | 18           | 6            | 10           | 64           | 41           | 60           | 6位          | 優勝         |                       |                       |
| 2008-09  | エールディヴィジ | 34           | 12           | 9            | 13           | 54           | 46           | 45           | 7位          | ベスト16     | UC 2008-09            | GS敗退                |
| 2009-10  | エールディヴィジ | 34           | 17           | 12           | 5            | 54           | 31           | 63           | 4位          | 準優勝       |                       |                       |
| 2010-11  | エールディヴィジ | 34           | 12           | 8            | 14           | 53           | 54           | 44           | 10位         | 3回戦敗退    | EL 2011-12            | プレーオフ敗退        |
| 2011-12  | エールディヴィジ | 34           | 21           | 7            | 6            | 70           | 37           | 70           | 2位          | 3回戦敗退    |                       |                       |
| 2012-13  | エールディヴィジ | 34           | 21           | 6            | 7            | 64           | 38           | 69           | 3位          | 準々決勝敗退 | CL 2012-13            | 予選3回戦敗退         |
| 2012-13  | エールディヴィジ | 34           | 21           | 6            | 7            | 64           | 38           | 69           | 3位          | 準々決勝敗退 | EL 2012-13            | プレーオフ敗退        |
| 2013-14  | エールディヴィジ | 34           | 20           | 7            | 7            | 76           | 40           | 67           | 2位          | 準々決勝敗退 | EL 2013-14            | プレーオフ敗退        |
| 2014-15  | エールディヴィジ | 34           | 17           | 8            | 9            | 56           | 39           | 59           | 4位          | 2回戦敗退    | CL 2014-15            | 予選3回戦敗退         |
| 2014-15  | エールディヴィジ | 34           | 17           | 8            | 9            | 56           | 39           | 59           | 4位          | 2回戦敗退    | EL 2014-15            | ベスト32              |
| 2015-16  | エールディヴィジ | 34           | 19           | 6            | 9            | 62           | 40           | 63           | 3位          | 優勝         |                       |                       |
| 2016-17  | エールディヴィジ | 34           | 26           | 4            | 4            | 86           | 25           | 82           | 1位          | 準々決勝敗退 | EL 2016-17            | GS敗退                |
| 2017-18  | エールディヴィジ | 34           | 20           | 6            | 8            | 76           | 39           | 66           | 4位          | 優勝         | CL 2017-18            | GS敗退                |
| 2018-19  | エールディヴィジ | 34           | 20           | 5            | 9            | 75           | 41           | 65           | 3位          | 準決勝敗退   | EL 2018-19            | 予選3回戦敗退         |
| 2019-20  | エールディヴィジ | 25           | 14           | 8            | 3            | 50           | 35           | 50           | 3位          | 決勝         | EL 2019-20            | GS敗退                |
| 2020-21  | エールディヴィジ | 34           | 16           | 11           | 7            | 64           | 36           | 59           | 5位          | 準々決勝敗退 | EL 2020-21            | GS敗退                |
| 2021-22  | エールディヴィジ | 34           | 22           | 5            | 7            | 76           | 34           | 71           | 3位          | 2回戦敗退    | ECL 2021-22           | 準優勝                |
| 2022-23  | エールディヴィジ | 34           | 25           | 7            | 2            | 81           | 30           | 82           | 1位          | 準決勝敗退   | EL 2022-23            | ベスト8               |
| 2023-24  | エールディヴィジ | 34           | 26           | 6            | 2            | 92           | 26           | 84           | 2位          | 優勝         | CL 2023-24 EL 2023-24 | GS敗退 プレーオフ敗退 |
| 2024-25  | エールディヴィジ | 34           |              |              |              |              |              |              |              |              |                       |                       |

## 現所属メンバー
2025年2月4日現在
注：選手の国籍表記はFIFAの定めた代表資格ルールに基づく。
| No. | Pos. |              | 選手名                      |
| --- | ---- | ------------ | --------------------------- |
| 1   | GK   | オランダ     | ジュスティン・バイロー      |
| 2   | DF   | オランダ     | バルト・ニューコープ        |
| 3   | DF   | オランダ     | トーマス・ベーレン          |
| 4   | MF   | 大韓民国     | ファン・インボム ★          |
| 5   | DF   | オランダ     | ハイス・スマル              |
| 6   | MF   | アルジェリア | ラミズ・ゼルキ ()           |
| 7   | MF   | ポーランド   | ヤクブ・モデル              |
| 8   | MF   | オランダ     | クインテン・ティンバー ()   |
| 9   | FW   | 日本         | 上田綺世 ★                  |
| 10  | MF   | オランダ     | ケルヴィン・ステングス ()   |
| 11  | DF   | オランダ     | クイリンシー・ハートマン () |
| 14  | FW   | ブラジル     | イゴール・パイション ★      |
| 15  | MF   | ウルグアイ   | ファクンド・ゴンサレス ★    |
| 16  | DF   | スペイン     | ウーゴ・ブエノ              |
| 17  | MF   | クロアチア   | ルカ・イヴァヌシェツ        |
| 18  | DF   | オーストリア | ゲアノット・トラウナー      |

| No. | Pos. |                  | 選手名                     |
| --- | ---- | ---------------- | -------------------------- |
| 19  | FW   | アルゼンチン     | フリアン・カランサ ★       |
| 20  | DF   | コスタリカ       | ヘイランド・ミッチェル ★   |
| 21  | GK   | ブルガリア       | プラメン・アンドレエーフ   |
| 22  | GK   | ドイツ           | ティモン・ヴェレンロイター |
| 23  | FW   | アルジェリア     | アニス・ハジ・ムサ ()      |
| 25  | MF   | スリナム         | シロー・ザンド ()          |
| 26  | DF   | オランダ         | ジヴァイロ・レアド ()      |
| 27  | MF   | オランダ         | アントニ・ミランボ ()      |
| 28  | MF   | モロッコ         | ウサマ・タルガリン ★       |
| 30  | DF   | スイス           | ジョルダン・ロトンバ () () |
| 31  | FW   | メキシコ         | ステファノ・カリージョ ★   |
| 33  | DF   | スロバキア       | ダーヴィド・ハンツコ       |
| 34  | MF   | コートジボワール | クリス＝ケヴィン・ナジェ ★ |
| 38  | FW   | ガーナ           | イブラヒム・オスマン ★     |
| 39  | GK   | アイルランド     | リアム・ボシン             |

※括弧内の国旗はその他の（取得できる可能性のあるものを含む）保有国籍を、星印はEU圏外選手を示す。

### ローン移籍選手
in
注：選手の国籍表記はFIFAの定めた代表資格ルールに基づく。
| No. | Pos. |            | 選手名                                              |
| --- | ---- | ---------- | --------------------------------------------------- |
| 15  | MF   | ウルグアイ | ファクンド・ゴンサレス (ユヴェントス)               |
| 16  | DF   | スペイン   | ウーゴ・ブエノ (ウルヴァーハンプトン・ワンダラーズ) |

| No. | Pos. |              | 選手名                            |
| --- | ---- | ------------ | --------------------------------- |
| 38  | FW   | ガーナ       | イブラヒム・オスマン (ブライトン) |
| 39  | GK   | アイルランド | リアム・ボシン (ドルトレヒト)     |

out
注：選手の国籍表記はFIFAの定めた代表資格ルールに基づく。
| No. | Pos. |            | 選手名                                        |
| --- | ---- | ---------- | --------------------------------------------- |
| --  | GK   | オランダ   | ミッキー・ファン・サス (フィテッセ)           |
| --  | DF   | オランダ   | ミメリヘル・ベニータ (ヘラクレス・アルメロ)   |
| --  | DF   | オランダ   | ミラン・ホッケ (デン・ハーグ)                 |
| --  | DF   | ベルギー   | アンテフ・ツンギ (ルーヴェン)                 |
| --  | DF   | ノルウェー | マルクス・ペデルセン (トリノ)                 |
| --  | DF   | オランダ   | ネライショ・カサンウィルジョー (レンジャーズ) |
| --  | DF   | ペルー     | マルコス・ロペス (コペンハーゲン)             |

| No. | Pos. |              | 選手名                                          |
| --- | ---- | ------------ | ----------------------------------------------- |
| --  | MF   | モロッコ     | イリアス・セバウィ (ヘーレンフェーン)           |
| --  | MF   | イタリア     | ガブリエーレ・パルランティ (ドルトレヒト)       |
| --  | MF   | アルゼンチン | エセキエル・ブラウデ (フォルトゥナ・シッタート) |
| --  | MF   | オランダ     | ジヴァイ・ゼヒエル (スパルタ・ロッテルダム)     |
| --  | MF   | オランダ     | トーマス・ファン・デン・ベルト (カステジョン)   |
| --  | FW   | オランダ     | デヴィン・ハーン (ドルトレヒト)                 |
| --  | FW   | スロバキア   | レオ・ザウアー (NAC)                            |
| --  | FW   | オランダ     | ジェイデン・スロリー (ドルトレヒト)             |

### スタッフ
| 役職               | 氏名                         |
| ------------------ | ---------------------------- |
| 監督               | ロビン・ファン・ペルシ       |
| アシスタントコーチ | マリノ・プシッチ             |
| アシスタントコーチ | シプケ・ハルショフ           |
| アシスタントコーチ | ジョン・デ・ウォルフ         |
| GKコーチ           | イーリ・ニームネン           |
| アナリスト         | ロデリク・ファン・デル・ハム |

## ユース・アカデミー
ユース育成組織であるフェイエノールト・アカデミーはデ・カイプに隣接するファルケノールトのスポーツ施設に約20面のフットボール・ピッチを備えており、"ファルケノールト"の名前でも呼ばれる。
フェイエノールト・アカデミーは元トップ選手を積極的にユース・コーチに迎え、ライモント・フェルハイエンのピリオダイゼーション理論を導入するなど、元育成責任者 ステンリー・ブラルト (2005-2013) とユース・コーチの指導役 ヴィム・ヤンセンのもとでオランダ国内では先進的な改革を果たし、2010-11シーズンから5年連続でオランダ最高のユースに贈られるリヌス・ミヘルス・アワードを獲得、フェイエノールト1だけでなくオランダ代表にも多くのファルケノールト出身者を送り込み、名実共にオランダ最高のユースとして国内外に広く知られている。特にユース・コーチに積極的に元トップ選手を迎えて、将来のトップチームの監督の修行の場としてではなくユース育成のスペシャリストとして指導者を重視する手法は、近年育成面で大きく遅れを取っているアヤックスにもヨハン・クライフによってコピーされているが、幼少期からの一貫した育成を重視するフェイエノールトの育成は国内外の15〜17歳の選手を上手く買い集めるアヤックスの手法とは一線を画している。
2016-17シーズンからリチャード･フローツホルテンが育成責任者に就任。

## クラブカルチャー
クラブリートの一節である『不言実行 (Geen woorden maar daden) 』がそのままクラブ・カルチャーとなっており、『袖をまくってお金のために働こう』というロッテルダムの労働者精神がクラブのベースにある。

### クラブリート
『ハント・イン・ハント』 (Hand in Hand) が1961年からフェイエノールトのクラブ・リートである。
ハント・イン・ハントのメロディは19世紀にドイツ人のヴィルヘルム・シュパイデル (Wilhelm Speidel) によって作曲され、過去SVVやDHCなどオランダの複数クラブによって使用されていた。1960年代には後にThe Three Jacksonsのメンバーとして知られるヤープ・ファルクホフがフェイエノールト・ヴァージョンとアヤックス・ヴァージョンを録音し、これもフェイエノールト・サポーターの間で非公式クラブリートになった。オランダ南部ではMVVも自分たちのヴァージョンの"ハント・イン・ハント"を使用している。ベルギーでもこの曲のメロディはClub Brugge, Royal Antwerp FC, RC Genkなど多くのクラブの試合中にスタンドから聞くことができる。
フェイエノールトはその他にも数多くの美しい歌を持つクラブとして知られており、ロッテルダム出身の名歌手 リー･タワースの『マイン・フェイエノールト』（"Mijn Feyenoord"）、同じくリー･タワースのカバーによる『ユール・ネヴァー・ウォーク・アローン』 ("You'll Never Walk Alone")、やはりロッテルダム出身の音楽グループ ヘルメス・ハウス・バンドのカバーによる『アイ・ウィル・サヴァイブ』"I will Survive"などが有名である。

### マスコット
フェイエノールトの公式マスコットはクーンチェであり、この名称はクラブ・イコンであるクーン・ムーラインから取られている。
ロッテルダムのブライドルプ動物園の動物たちがサポーターの中で爆発的人気を得て非公式にマスコットとして扱われることがあり、2007年5月に動物園から逃げ出したゴリラのボキト (Bokito) 、2013年に動物園の資金難からジョヴァンニ・ファン・ブロンクホルストと共にASRのCMに登場した象のオリー (Olli) が挙げられる。

### オープンダッハ
シーズン・スタートを告げるのデ・カイプでの伝統的なオープンダッハには毎年数万人のファンが集まり、そのハイライトは新加入選手がヘリコプターに乗ってデ・カイプとヘット・レヒューンに迎えられる瞬間である。

### ライバル関係
フェイエノールトの最大のライバルはアヤックスである。特に両クラブの歴史的な立場と支持層の違いから、この二つのクラブの試合は遺恨試合として知られている。この2クラブの試合はオランダ最大のクラブ同士の対戦でもあり、デ・クラシケルとして名高い。このライバル関係は時にサポーター間の乱闘事件も引き起こしている。
フェイエノールトのもう一つの重要なライバルは同じ街のスパルタである。この西ロッテルダムのフットボール・チームこそ、フェイエノールトにとってクラブ史上最初のライバルであり、長年にわたって両クラブのダービーは文字通り'ロッテルダムのクラブ'を決める対戦だった。近年はスパルタがエールディヴィジに常時いるわけではなく、このロッテルダムス・ダービーが毎年行われているわけではない。

### サポーター
フェイエノールトのサポーターは"ヘット・レヒューン" (Het Legioen) と呼ばれ、熱狂的な応援とクラブへの高い忠誠心で知られている。アウェーゲームの応援にも積極的で、1963年のSLベンフィカとのUEFAチャンピオンズカップ準決勝では二艘の船、数千の自動車と電車で約3,000人のサポーターが大規模な遠征を行った。ヘット・レヒューンの誕生エピソードとなったこの時の様子は2016年に"De geboorte van het legioen"のタイトルでドキュメント映画化されている。過去の欧州でのアウエーゲームでは1試合平均1,000から2,000人のファンが遠征しており、1996年に行われたドイツのボルシア・メンヒェングラートバッハとの試合では約15,000人のサポーターが出向いた。
ホームゲームのスタディオン・フェイエノールト (デ・カイプ) は常時40,000人以上のサポーターが集まり、応援に太鼓、ハリセン、拡声器を用いず、スタンドで踊りを踊ることもなく、昔ながらの歌と拍手による応援を続けていて、その独特な雰囲気はアウエーサポーターからも人気が高い。2015-16シーズンにはプレシーズンの練習試合を含めてホームゲーム全23試合中21試合でチケット完売を記録した。
フェイエノールトでは背番号12は選手が背負うことはなく、12番目の選手としてヘット・レヒューンの背番号と決められている。

### アンバサダー
2003年からフェイエノールトはアンバサダーを置いており、常に著名なロッテルダマーが選ばれている。毎年オープン・ダッハにおいて新シーズンのアンバサダーが発表されていたが、2008年にクラブ勤続50年を迎えたヘラルト・マイヤーが終身アンバサダーに就任した。
- 2003-04	Raemon Sluiter (テニス選手)
- 2004-05	Lee Towers (歌手)
- 2005-06	Dennis van der Geest (元柔道家、DJ)
- 2006-07	Robert Eenhoorn[14] (元トップ・ベースボール選手)
- 2007-08	Renate Verbaan	(プレゼンター、モデル)
- 2008-00 ヘラルト・マイヤー

## 歴代監督
- エルンスト・ハッペル 1969-1973
- ウィール・クーバー 1973-1975
- ビム・ヤンセン 1991-1992
- ヴィレム・ファン・ハネヘム 1992-1995
- アリー・ハーン 1995-1997
- レオ・ベーンハッカー 1997-2000
- ベルト・ファン・マルワイク 2000-2004
- ルート・フリット 2004-2005
- エルウィン・クーマン 2005-2007
- レオ・ベーンハッカー 2007
- ベルト・ファン・マルワイク 2007-2008
- ヘルトヤン・フェルベーク 2008-2009
- レオン・フレミングス 2009
- マリオ・ベーン 2009-2011
- ロナルド・クーマン 2011-2014
- フレット・ルッテン 2014-2015
- ジョヴァンニ・ファン・ブロンクホルスト 2015-2019
- ヤープ・スタム 2019
- ディック・アドフォカート 2019-2021
- アルネ・スロット 2021-2024

## スポンサー
胸スポンサー
- 1981 イエローページ
- 1984  オペル
- 1989 ?HCS
- 1991   フォルティスグループ

オフィシャルサプライ
- Kappa
- アムステルビール
- ポート・オブ・ロッテルダム
- KPN
- ユニリーバ
- サムスングループ
- トヨタ自動車

## 関連チーム
- アマチュア･アカデミー･パートナー

VELO, VVIJ, RCL, RBC Roosendaal, Alphense Boys, Alexandria’66, vv Spijkenisse, BVV Barendrecht, FC ’s Gravenzande, V.O.C., sv Oranje Wit
- SBVエクセルシオール (元提携クラブ)
- アメリカ・ベロ・オリゾンテ
- フェイエノールト・フットボール・アカデミー
- スーパースポーツ・ユナイテッド
- 浦和レッズ

## 参照
1. ↑  http://www.hendrikbeerda.nl/brandalchemy-model/sportsector
2. ↑  http://www.feyenoord.nl/pages/story/s2/de+club+-+historie+-+eerste+landskampioenschap.aspx
3. ↑  Allard Doesburg. “Netherlands Eerste Klasse West Final League Tables 1890-1950”.  RSSSF. 2022年5月1日閲覧。
4. ↑  http://nos.nl/video/238045-2002-feyenoord-en-fortuyn.html
5. ↑  http://www.feyenoord.nl/nieuws/nieuwsoverzicht/knvb-bevestigt-feyenoord-in-categorie-3
6. ↑  http://www.feyenoord.nl/nieuws/nieuwsoverzicht/feyenoord-boekt-recordwinst
7. ↑  https://www.feyenoord.nl/nieuws/nieuwsoverzicht/unieke-reeks-leidt-tot-bekerwinst
8. ↑  http://www.fr-fans.nl/nieuws/hugo-borst-die-is-goud-waard-voor-feyenoord-11100/
9. ↑  https://www.feyenoord.nl/nieuws/nieuwsoverzicht/richard-grootscholten-nieuwe-hoofd-jeugdopleiding
10. ↑  http://nos.nl/artikel/2069653-welke-feijenoord-fans-gingen-in-1963-naar-lissabon.html
11. ↑  http://sportfilmfestivalrotterdam.nl/films/andere-tijden-sport-de-geboorte-van-het-legioen/
12. ↑  https://www.feyenoord.nl/nieuws/nieuwsoverzicht/feyenoorders-genieten-van-premi%C3%A8re-%E2%80%98de-geboorte-van-het-legioen%E2%80%99
13. ↑  http://www.ad.nl/ad/nl/5619/Feyenoord/article/detail/4294725/2016/05/04/Kuip-dit-seizoen-21-keer-uitverkocht.dhtml
14. ↑  フェイエノールトの本拠地があるロッテルダム出身の内野手。アメリカの大学に通いドラフトでニューヨーク・ヤンキースに入団し、1994年からの4年間でメジャー通算37試合に出場した。引退後はオランダ代表監督を務め、オランダ王室からナイトの爵位を授かった。